# 올드보이 (만화)
올드보이(일본어: オールド・ボーイ 오루도보이[*])는 쓰치야 가론의 만화로, 삽화는 미네가시 신메이가 맡았다. 2003년 대한민국에서 동명의 영화로 영화화되어 공개되었다. 2013년에는 미국에서도 동명의 영화가 개봉되었다.